# Mathieu Smaïli
Mathieu Smaïli (Francia, 30 de agosto de 1999) es un jugador profesional francés de rugby que se desempeña en la posición de fullback en Rugby Club Toulonnais, equipo perteneciente a la liga Top 14.

## Carrera
Smaïli es un jugador de formación francesa (JIFF). Comenzó su carrera deportiva con el equipo RC Hyères Carqueiranne La Crau, en el cual jugó cuatro temporadas (2006-2010), después pasó a Rugby Club Toulonnais (2010-2020), luego a Stade Montois (2020-2021), posteriormente regresó a Rugby Club Toulonnais, donde lleva jugando tres temporadas.